# 労働者保守主義
労働者保守主義（ろうどうしゃほしゅしゅぎ 英: Working-Class Conservatism）は、イギリスにおける保守党へ投票する労働者を示す政治用語。

## 概要
イギリスの肉体労働者の3分の1から5分の2が、1940年代後半から1970年代の初めまで保守党に投票してきた。こうした行動は、当時の階級規範から逸脱しており、また社会学者や政治評論家には労働者の階級利害に反するものに思われていたので、この労働者保守主義という概念が、社会学的関心を呼んだ。その説明には、＜ブルジョワ化（embourgeoisement）＞、＜恭順な労働者（deferential worker）＞、支配階級のイデオロギー的＜ヘゲモニー（hegemony）＞の結果としての虚偽意識といった概念が含まれている。1970年代以降の投票行動では、保守党に投票する労働者がいたり第三政党の出現といったこととともに、以前より多くの中間階級の人々が労働党に投ずるという現象が見られ、階級に依拠した決定の仕方がすべての階級で相対的に弱くなっているのが明らかになった。そのため、社会学者は保守党支持の肉体労働者という問題に関心を失くしている。

## 豊かな労働者（Affluent Worker）
第二次世界大戦後、イギリスは豊かになったので肉体労働者階級（manual working class）が＜ブルジョワ化（embourgeoisement＞したと思われていた。ゴールドソープ（J.H.Goldthorpe）、ロックウッド（D.Lockwood）、プラッツ（J.Platt）たちは、ルートン（Luton）の労働党たちを調査し、その結果をThe Affluent Worker,1968a;1968b;1969として著した。そこで伝統的プロレタリアと豊かな労働者とは区別された。伝統的プロレタリアは、古い業種や昔からの工業地帯にみられ、単一の工業地区で独自の閉鎖的な労働者コミュニティに住み、仕事仲間や近親者、近隣の住民と親密な地域社会を作り闘争的で力を基盤にした＜階級イメージ（class Imagery）＞を持っていた。他方、豊かな労働者は、高い賃金に惹きつけられてイギリス中部の新しい工業地帯に移住してきた人々で、地域社会に関わりを持とうとしないという意味で、私化した（privatized）労働者だった。彼らにとって労働は、中心的関心事ではなく、金銭や生活保障を得たいという即物的欲求を満たす為の手段にすぎず、人間関係論でいうところの「社会的欲求」をも表さなかった。しかしながら、この違いは、ルートンの労働者たちが中間階級になりつつあるということを意味せず、金銭中心的階級イメージは威信を重視する中間階級とは似ておらず、他の労働者同様、労働組合運動を支持し、労働党にも投票していたからである。その後の批判や調査からすると、ゴールドソープたちは彼らの調査で見出した特徴をやや誇張しすぎており、豊かな労働者の態度やライフスタイルの多くの面が労働者階級一般に共通していることが分かる。つまり、伝統的な労働者も豊かな労働者と似てきているのである。しかしまた、金銭中心的な階級構造のイメージと、力を基盤にした階級イメージとは容易に区別出来ないという主張もあるが、労働者階級が上位の階級と同一化することはないであろうという主要な結論は広く認められている。